# David Peham
David Peham (* 20. Februar 1992 in Amstetten) ist ein österreichischer Fußballspieler.

## Karriere
Peham begann seine Karriere beim ASK Ybbs, bei dem er, als er noch nicht einmal ein halbes Jahr alt war, von seinen Eltern angemeldet wurde. 2006 kam er in die AKA St. Pölten. Zur Saison 2010/11 wechselte er zu den Amateuren des FC Admira Wacker Mödling. Im September 2010 debütierte er in der Regionalliga, als er am vierten Spieltag jener Saison gegen den 1. SC Sollenau in der Startelf stand und in der 77. Minute durch Elias Wagner ersetzt wurde. Seinen ersten Treffer in der Regionalliga erzielte er im April 2011 bei einem 3:1-Sieg gegen den ASK Baumgarten.
Zur Saison 2012/13 wechselte er zum viertklassigen SV Gaflenz. Für Gaflenz absolvierte er in jener Saison 26 Spiele in der Landesliga und erzielte dabei sechs Tore.
Im Sommer 2013 wechselte er zum Regionalligisten SK Vorwärts Steyr. In seinen zwei Jahren bei Steyr kam er in 55 Regionalligaspielen zum Einsatz, in denen er neun Treffer erzielen konnte.
Zur Saison 2015/16 schloss er sich dem SKU Amstetten an. Mit Amstetten stieg er 2018 in die 2. Liga auf. In der Aufstiegssaison 2017/18 kam er zu 15 Einsätzen in der Regionalliga, in denen er ohne Treffer blieb.
Sein Debüt in der zweithöchsten Spielklasse gab er im August 2018, als Peham am zweiten Spieltag der Saison 2018/19 gegen die Zweitmannschaft des FC Wacker Innsbruck in der Startelf stand. Am 7. April 2019 schoss er beim 4:0-Heimsieg gegen seinen ehemaligen Verein Vorwärts Steyr alle Tore bereits in der ersten Halbzeit. Dasselbe Kunststück gelang ihm in dieser Spielzeit beim 5:1-Auswärtssieg gegen den FC Juniors OÖ erneut. In diesem Spiel erzielte er jedoch seine vier Treffer jeweils in der zweiten Spielhälfte. Insgesamt kam er zu 88 Zweitligaeinsätzen für Amstetten, in denen er 53 Tore erzielte.
Im August 2021 wechselte er zum Ligakonkurrenten Grazer AK, bei dem er einen bis Juni 2024 laufenden Vertrag erhielt. Für die Grazer absolvierte er 55 Zweitligapartien, in denen er 15 Mal traf. In der Saison 2022/23 kam er zwar in allen 30 Saisonspielen zum Zug, primär aber als Einwechselspieler, nachdem ihm jüngere Angreifer wie Bohdan Wjunnyk oder Lenn Jastremski den Rang abgelaufen hatten.
Nachdem er den Start der Saison 2023/24 noch in Graz verbracht hatte, wechselte Peham im Juli 2023 zum Ligakonkurrenten First Vienna FC, bei dem er einen bis Juni 2025 laufenden Vertrag erhielt. Nach zwei Jahren in Wien kehrte er zur Saison 2025/26 zum Ligakonkurrenten Amstetten zurück, bei dem er einen bis 2027 laufenden Vertrag erhielt.